# Wataru Yamazaki
Wataru Yamazaki (født 18. september 1980) er en tidligere japansk fodboldspiller.
Han har spillet for flere forskellige klubber i sin karriere, herunder Thespa Kusatsu.